# Erste Vision

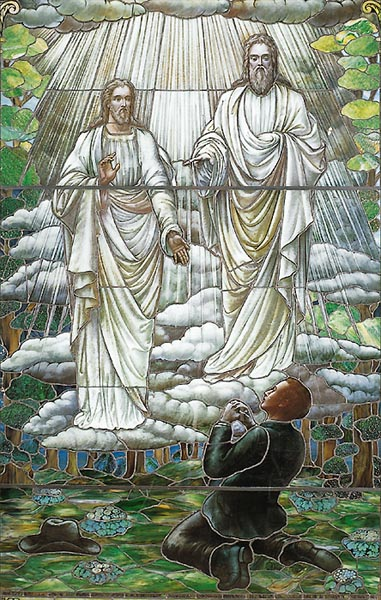
Glasdarstellung der ersten Vision von Joseph Smith, 1913, unbekannter Künstler (Museum für Kirchengeschichte in Salt Lake City)

Die erste Vision ist ein wichtiger Bestandteil des Glaubens der Mormonen. In der offiziellen Geschichte der Kirche wird berichtet, dass im Jahr 1820 der spätere Gründer der Kirche Jesu Christi der Heiligen der Letzten Tage, Joseph Smith, in einem Waldstück in der Nähe seines Wohnortes Palmyra im Bundesstaat New York auf ein Gebet hin von Gott und Jesus Christus besucht wurde. Ein ausführlicher Bericht über diese Begegnung wurde später in die als „Köstliche Perle“ bekannte Heilige Schrift der Kirche aufgenommen.
Smith stellt die Vision in den Zusammenhang seiner Suche nach der wahren Religion und will die Botschaft empfangen haben, dass alle bestehenden Konfessionen das Evangelium Christi verfälscht hätten. Er solle sich keiner Religionsgemeinschaft anschließen.
Die verschiedenen Strömungen innerhalb der Mormonischen Bewegung unterscheiden sich lediglich geringfügig in ihrer Interpretation der ersten Vision. Die zentrale Annahme ist, dass diese Vision den Beginn der Wiederherstellung der Kirche Jesu Christi darstellt, da Joseph Smith darin aufgefordert wurde, sich keinerlei Glaubensgemeinschaft anzuschließen und mithilfe weiterer Offenbarungen die verlorengegangenen Lehren des Urchristentums wiederherzustellen. Damit würde die „große Apostasie“ beendet.
Der frühere Präsident der Kirche Gordon B. Hinckley sagte dazu:

„Unsere Sache, die Sache der Mitglieder der Kirche Jesu Christi der Heiligen der Letzten Tage, ruht darauf, ob diese herrliche erste Vision wirklich stattgefunden hat. Damit öffnete sich der Schleier für diese, die Evangeliumszeit der Fülle. Nichts, worauf wir unsere Lehre gründen, nichts, was wir lehren, nichts, wonach wir leben, ist wichtiger als diese erste Verkündigung. Ich behaupte: wenn Joseph Smith mit Gott dem Vater und mit seinem geliebten Sohn gesprochen hat, dann ist auch alles andere, wovon er gesprochen hat, wahr. Das ist das Scharniergelenk, an dem das Tor hängt, das zum Weg der Errettung und des ewigen Lebens führt.“

## Versionen der Ersten Vision

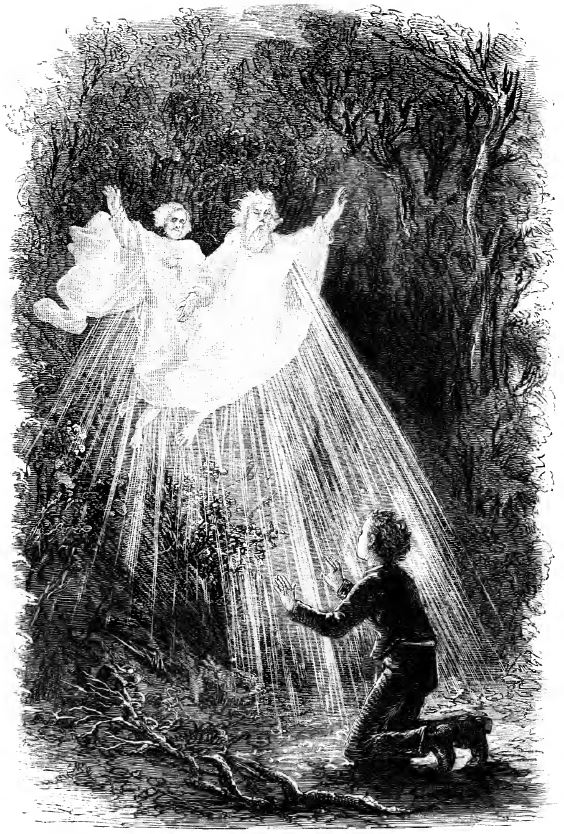
Darstellung der ersten Vision von Joseph Smith aus dem Buch The Rocky Mountain Saints.

Smith berichtete mehrfach von seiner ersten Vision und hielt sie schriftlich in der heute bekannten Form fest. Es existieren vier unterschiedliche Berichte über die Vision, die entweder von ihm selbst verfasst oder von Schreibern aufgezeichnet wurden. Zwei Berichte über die erste Vision hat Smith im Laufe seines Lebens veröffentlicht. Der bekannteste Bericht befindet sich in dem Buch „Köstliche Perle“ und wird von der Kirche Jesu Christi der Heiligen der Letzten Tage als heilige Schrift angesehen. Die beiden unveröffentlichten Berichte, die Joseph Smith in seiner ersten Autobiographie und in einem späteren Tagebuch niedergeschrieben hatte, gerieten in Vergessenheit, bis sie in den 1960er Jahren von Historikern der Kirche Jesu Christi der Heiligen der Letzten Tage wiederentdeckt und veröffentlicht wurden. Darüber hinaus gibt es fünf Beschreibungen der Vision, die von Zeitgenossen Joseph Smiths verfasst wurden.
Mehrere Faktoren beeinflussten die Art der einzelnen Berichte. Neben dem Zeitpunkt der Erzählung, insbesondere dem Alter Smiths und den Ereignissen zu der Zeit, haben auch die Umstände, unter denen Smith von der Vision berichtete, sowie die Intention, die er für die jeweilige Zuhörerschaft gehabt haben mag, die Länge und Detailtiefe der einzelnen Erzählungen entscheidend beeinflusst, so dass sich die einzelnen Fassungen teilweise in einzelnen Punkten voneinander unterscheiden. Weitere, vor allem literarische Einflüsse und Akzentuierungen können den Schreibern zugeschrieben werden, die die Berichte für Smith protokollierten oder selbst veröffentlichten.
Besondere Bedeutung kommen den vier von Smith selbst verfassten Berichten zu.
- Der Bericht von 1832 über die erste Vision ist der älteste bekannte Bericht, den Smith eigenhändig verfasst hat, der aber zu seinen Lebzeiten nie veröffentlicht wurde. Smith berichtet darin, dass er sich bereits im Alter von 12 Jahren um sein Seelenheil sorgte und in den folgenden Jahren erkannte, dass keine Kirche auf dem im Neuen Testament beschriebenen Evangelium Jesu Christi gegründet war. Im Alter von 15 Jahren – diese Altersangabe wurde später von Frederick G. Williams in den Originaltext eingefügt[10] – erhörte der Herr sein Rufen in der Wildnis und erschien ihm in einer Vision. Smith berichtet, dass der Herr ihm die Himmel öffnete und er den Herrn sah, der mit ihm redete und ihm seine Sünden vergab.[11] Obwohl das Erscheinen von Gott Vater in der Vision nicht explizit erwähnt wird, deutet Smith in dem Bericht an, dass ihm zwei himmlische Wesen in unterschiedlichen Rollen erschienen sind, die er jeweils mit „Herr“ bezeichnete.[12] Von einer Offenbarung über die Wahrheit der Konfessionen ist keine Rede. Die zweite Vision mit der Ankündigung der Goldenen Platten fand demnach zwei Jahre später statt.[13]
- Der Bericht von 1835 stammt aus einem Tagebucheintrag von Warren Parrish, dem damaligen Schreiber von Joseph Smith. Parrish berichtet von einem Gespräch, das Smith mit einem Besucher hatte, der sich als Jude bezeichnete, weshalb in diesem Bericht mehrfach auf jüdische Traditionen Bezug genommen wird. Smith betont in diesem Bericht, dass er herausfinden wollte, welche Kirche die richtige sei. Als Smith betete, fühlte er einen Widerstand. Dann erschien ihm eine himmlische Gestalt, gefolgt von einer anderen, die ihm mitteilte, dass seine Sünden vergeben seien. Der Bericht erwähnt auch, dass während der Vision Engel erschienen.[14]
- Der bekannteste Bericht stammt aus dem Jahr 1838 und wurde erstmals 1842 in der Zeitung Times and Seasons veröffentlicht. Während der Bericht von 1832 die persönliche Geschichte von Joseph Smith schildert, wie er um Vergebung bittet, geht es in dem Bericht von 1838 darum, dass mit der Vision seine göttliche Berufung und der Prozess der Wiederherstellung begann. Wie im Bericht von 1835 steht auch hier die Frage nach der richtigen Kirche im Mittelpunkt. Nachdem ihm auf sein Gebet hin Gott Vater und Jesus Christus erschienen sind, berichtet Smith, dass er bei der Schilderung seines Erlebnisses, geschmäht und verfolgt wurde. Drei Jahre später habe er dann eine weitere Vision gehabt. Darin sei ihm der Erhalt von Goldenen Platten mit eingravierten schriftlichen Offenbarungen angekündigt worden.[15] Smith berichtet in dem Bericht, dass eine ungewöhnliche Erregung über das Thema Religion in den Glaubensgemeinschaften seiner Suche vorausging. Obwohl Smith in seinem Bericht nicht von Erweckungsversammlungen spricht, sind für Palymra sehr große religiöse Versammlungen in den Jahren 1817/1818 und 1824/1825 belegt, und es wird allgemein angenommen, dass solche Versammlungen auch in der Zeit dazwischen in kleinerem Umfang stattgefunden haben.[16][17][18] Die Ablehnung aller Kirchen hatte anfangs keinen besonderen Einfluss auf Smiths Familie, da seine Mutter und einige seiner Geschwister noch mehrere Jahre lang aktive Presbyterianer blieben. Er selbst trat keiner Kirche bei, war jedoch nach dem offiziellen Datum der Ersten Vision für kurze Zeit in einem Kurs der methodistischen Kirche eingeschrieben.[19]
- Der letzte direkte Bericht von Smith stammt aus dem Jahr 1842 und wurde ebenfalls in der Zeitung Times and Seasons veröffentlicht. Er war als Antwort auf eine Anfrage von John Wentworth, dem Herausgeber des Chicago Democrat, entstanden, der mehr über die Mitglieder der Kirche wissen wollte. Wie schon in früheren Berichten beschrieb Joseph Smith auch hier seine Ratlosigkeit und dass ihm als Antwort auf sein Gebet zwei Gestalten erschienen seien.[20]

Neben diesen Berichten, die von Joseph Smith selbst stammen, wurden fünf weitere Berichte von Zeitgenossen verfasst, die allesamt zu Lebzeiten Smith niedergeschrieben oder in offiziellen Publikationen der Kirche veröffentlicht wurden. Diese Berichte decken sich inhaltlich mit der offiziellen Version, unterscheiden sich aber zum Teil erheblich im Umfang. Von besonderer Bedeutung ist der Bericht von Orson Pratt, der 1840 in einer Broschüre in Edinburgh, Schottland, veröffentlicht wurde und der erste veröffentlichte Bericht über die erste Vision war. Für den deutschsprachigen Raum ist der von Orson Hyde auf seiner Durchreise durch Deutschland veröffentlichte Bericht von besonderer Bedeutung, da er 1842 zunächst nur in deutscher Sprache in der Broschüre „Ein Ruf aus der Wüste“ vorlag. Darüber hinaus sind weitere Berichte, meist aus zweiter und dritter Hand, bekannt, die vereinzelt das Hervorkommen des Buches Mormon vage mit Smiths Wahrheitssuche in Verbindung bringen (z. B. Berichte von Oliver Cowdery oder Martin Harris), teilweise viele Jahrzehnte nach Smiths Tod aufgezeichnet wurden und daher im historischen Diskurs eine untergeordnete Rolle spielen.